# 27099 Xiaoyucao
27099 Xiaoyucao è un asteroide della fascia principale. Scoperto nel 1998, presenta un'orbita caratterizzata da un semiasse maggiore pari a 2,4589152 UA e da un'eccentricità di 0,0410654, inclinata di 4,70166° rispetto all'eclittica.